# Regiunea Bârlad

Regiunea Bârlad în cadrul împărţirii administrative a României 1950-1952

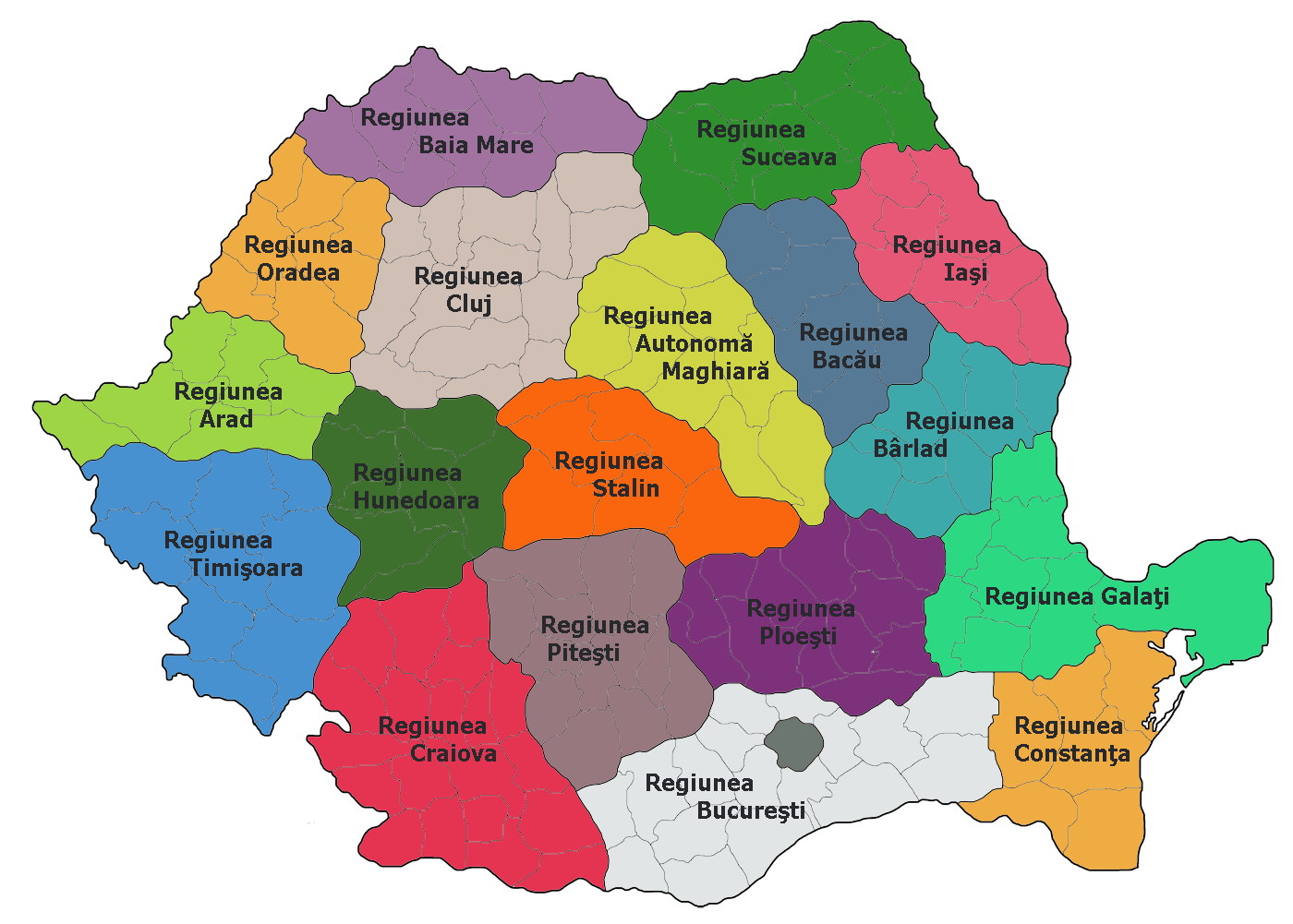
Regiunea Bârlad în cadrul împărţirii administrative a României (1953)

Regiunea Bârlad a fost o diviziune administrativ-teritorială situată în zona de est a Republicii Populare Române, înființată în anul 1950, când au fost desființate județele (prin Legea nr.5/6 septembrie 1950). Ea a existat până în anul 1956, când teritoriul său a fost încorporat în regiunile Bacău (Adjud, Zeletin), Galați (Focșani, Panciu, Tecuci, Vrancea) și Iași (Bârlad, Murgeni).

## Istoric
Reședința regiunii a fost la Bârlad, iar teritoriul său cuprindea un teritoriu asemănător cu cel al actualului județ Vaslui. După reorganizarea din 1952, a fuzionat cu regiunea Putna, păstrându-și numele său și pierzând raioanele Huși și Vaslui către regiunea Iași; raionul Fălciu și-a schimbat numele și reședința la Murgeni. În 1956 regiunea a fost dizolvată și raioanele sale au fost încorporate în regiunile Bacău (Adjud, Zeletin), Galați (Focșani, Panciu, Tecuci, Vrancea) și Iași (Bârlad, Murgeni).

## Vecinii regiunii Bârlad
Regiunea Bârlad se învecina:
- (1950 - 1952): la est cu RSS Moldovenească, la sud cu regiunile Galați și Putna, la vest cu regiunea Bacău, iar la nord cu regiunea Iași.
- (1952 - 1956): la est cu RSS Moldovenească, la sud cu regiunile Galați și Ploiești, la vest cu regiunile Autonomă Maghiară și Bacău, iar la nord cu regiunea Iași.

## Raioanele regiunii Bârlad
Regiunea Bârlad a cuprins următoarele raioane: 
- 1950–1952: Bârlad, Fălciu, Huși, Vaslui, Zeletin.
- 1952–1956: Bârlad, Focșani, Huși, Murgeni, Panciu, Tecuci, Vaslui, Vrancea, Zeletin.